# Dampfiella peseki
Dampfiella peseki är en kvalsterart som beskrevs av František Starý 1993. Dampfiella peseki ingår i släktet Dampfiella och familjen Dampfiellidae. Inga underarter finns listade i Catalogue of Life.